# Винни-Пух
Ви́нни-Пух (англ. Winnie-the-Pooh) — плюшевый мишка, персонаж двух повестей и двух сборников стихотворений английского писателя Алана Милна. Впервые Винни-Пух появился в печати 14 октября 1926 года в одноимённой детской книге.
Один из самых известных героев детской литературы XX века. В 1960—1970-е годы, благодаря пересказу Бориса Заходера, а затем и фильмам студии «Союзмультфильм», где мишку озвучивал Евгений Леонов, Винни-Пух стал очень популярен также и в СССР.
Первые иллюстрации и эскизы книги были сделаны известным карикатуристом Эрнестом Шепардом. Аукционный дом Sotheby’s неоднократно продавал его рисунки к сказке Алана Милна: так, 10 июля 2013 года шесть эскизов (первоначально предполагалось реализовать восемь работ) были проданы почти за полмиллиона фунтов стерлингов.
По утверждению Ж. С. Куйота, «Пух стал самым знаменитым и любимым медведем в литературе». По словам другого критика, «это высказывание часто повторяли, но никто ещё его не опроверг».
Плюшевый медведь Винни-Пух, принадлежавший Кристоферу Робину, сейчас находится в детской комнате Нью-Йоркской библиотеки.

## Биография персонажа

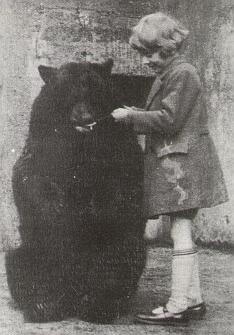
Медведица Винни в 1924 году

Как и многие другие персонажи книги Милна, медвежонок Винни получил имя от одной из игрушек Кристофера Робина, сына писателя. Плюшевый мишка Винни-Пух, в свою очередь, был назван в честь медведицы по кличке Виннипег (Винни), жившей в 1920-х годах в Лондонском зоопарке.
Виннипег была талисманом канадского армейского ветеринарного корпуса. В 1914 году её ещё медвежонком купил у канадского охотника-траппера за двадцать долларов лейтенант Гарри Колборн. В октябре того же года медведицу привезли вместе с войсками в Великобританию, а так как полк в ходе военных действий должен был переправиться во Францию, то в декабре было решено оставить её до конца войны в Лондонском зоопарке. Медведица полюбилась лондонцам, и военные не стали возражать против того, чтобы оставить её в зоопарке насовсем. По воспоминанию служащего зоопарка, Винни у них была «единственной медведицей, которой они полностью доверяли», позволявшая детям играть и даже кататься на ней.
Когда Кристоферу Робину было 4 года, они с отцом впервые пришли в зоопарк, где мальчик и познакомился с медведицей. После этого события плюшевый медведь, подаренный Кристоферу на первый день рождения, также получил имя Винни. В дальнейшем медведь был постоянным спутником Кристофера: «у каждого ребёнка есть любимая игрушка, и особенно она нужна ребёнку, который растёт единственным в семье».
Книги о Винни-Пухе создавались Милном из устных рассказов и игр с Кристофером Робином; устное происхождение характерно и для многих других знаменитых литературных сказок. «Я, собственно, ничего не придумывал, мне оставалось только записывать», говорил впоследствии Милн.
Днём рождения Пуха считается либо 21 августа 1921, то есть день, когда Кристоферу Робину Милну исполнился год (в этот день Милн подарил сыну плюшевого медведя, который, правда, получил имя Пуха только через четыре года; в последней главе «Дома на пуховой опушке» Кристофер Робин говорит, что, когда ему будет сто лет, Пуху будет девяносто девять, либо 14 октября 1926, когда вышла в свет первая книга о Винни-Пухе (хотя отдельные её фрагменты появлялись в печати и раньше).

### Имя
Имя Винни (англ. Winnie) на английский слух воспринимается как характерно женское — уменьшительное от женского имени Уинифрид (англ. Winifred); «А я-то думал, что это девочка», — сказал отец Кристоферу Робину. В английской традиции плюшевые мишки могут восприниматься и как «мальчики», и как «девочки», в зависимости от выбора хозяина. Милн чаще называет Пуха местоимением мужского рода (англ. he), но иногда и оставляет его пол неопределённым (англ. it). Именем Пух (англ. Pooh) звали лебедя, который жил у знакомых семьи Милнов. Пух является персонажем сборника стихотворений Милна «Когда мы были совсем маленькими». В оригинале между именем Винни и прозвищем Пух идёт эпический артикль the (англ. Winnie-the-Pooh), часто употребляемый в именах монархов и литературно-исторических персонажей. Комизм имени медвежонка, в целом, заключается не только в изменении гендера, но и в несоответствии эпической формы содержанию.
У Винни-Пуха поначалу было и другое имя — Медведь Эдвард (Edward Bear), которое его маленький хозяин сменил под впечатлением от знакомства в зоопарке с медведицей Винни (Виннипег). Фамилией Винни-Пуха является «Медведь». После посвящения в рыцари он получает титул Sir Pooh de Bear («сэр Пух де Медведь») — сочетание норманского старофранцузского предлога de с исконно английским словом.

### Характер
Винни-Пух, он же Д. П. (Друг Пятачка), П. К. (Приятель Кролика), О. П. (Открыватель Полюса), У. И.-И. (Утешитель Иа-Иа) и Н. Х. (Находитель Хвоста) — наивный, добродушный и скромный «Медведь с Очень Маленькими Мозгами» (англ. Bear of Very Little Brain); в переводе Заходера Винни неоднократно говорит о том, что в его голове — опилки, хотя в оригинале (англ. pulp) об этом упоминается только один раз. Любимые вещи Пуха — сочинение стихов и мёд. Пуха «пугают длинные слова», он забывчив, но нередко в его голову приходят блестящие идеи. Характер Пуха, страдающего от «отсутствия разума», но в то же время «великого наивного мудреца», ряд исследователей относит к архетипам мировой литературы. Так, Борис Заходер сравнивает его с образами Дон-Кихота и Швейка. Лилиана Лунгина считает, что Пух напоминает диккенсовского мистера Пиквика. Его черты — это любовь к еде, интерес к погоде, зонтик, «бескорыстная страсть к путешествиям». Она же видит в нём «ребёнка, который ничего не знает, но хочет знать всё». В англоязычной литературе к нему также близок Страшила из повести «Волшебник из страны Оз» Лаймэна Баума.
В Пухе совмещено сразу несколько образов — плюшевый мишка, живой медвежонок и грозный Медведь, которым он хочет казаться. Характер Пуха самостоятелен и в то же время зависит от характера Кристофера Робина. Пух таков, каким его хочет видеть маленький хозяин.
Образ Пуха является центральным во всех двадцати рассказах. В ряде начальных историй (история с норой, поиски Буки, поимка Слонопотама), Пух попадает в то или иное «Безвыходное положение» и часто выходит из него лишь с помощью Кристофера Робина. В дальнейшем комические черты в образе Пуха отступают на второй план перед «героическими». Очень часто сюжетный поворот в рассказе — это то или иное неожиданное решение Пуха. Кульминация образа Пуха-героя приходится на 9 главу первой книги, когда Пух, предложив использовать зонтик Кристофера Робина как транспортное средство («Мы поплывём на твоём зонтике»), спасает от неминуемой гибели Пятачка; великому пиру в честь Пуха посвящена вся десятая глава. Во второй книге подвигу Пуха композиционно соответствует Великий Подвиг Пятачка, который спасает героев, запертых в обвалившемся дереве, где жила Сова.
Кроме того, Пух — творец, главный поэт Чудесного леса. Он постоянно слагает стихи из шума, звучащего у него в голове. О своём вдохновении он говорит: «Ведь Поэзия, Кричалки — это не такие вещи, которые вы находите, когда хотите, это вещи, которые находят вас». Благодаря образу Пуха в сказку входит ещё одно действующее лицо — Поэзия, и текст приобретает новое измерение.

## Цикл «Винни-Пух»
Всего Аланом Милном было написано две прозаические книги с участием мишки — «Винни-Пух» (1926; Winnie-the-Pooh) и «Дом на Пуховой опушке» (1928; The House at Pooh Corner). Обе книги были посвящены «Ей». В сборниках стихотворений «Когда мы были совсем маленькими» (1924; When We Were Very Young) и «Теперь нам шесть» (1927; Now We Are Six) также присутствуют несколько стихотворений о медвежонке, хотя в первом из них он ещё не зовётся по имени. В предисловии к первой прозаической книге Милн называет сборник «другой книгой о Кристофере Робине».

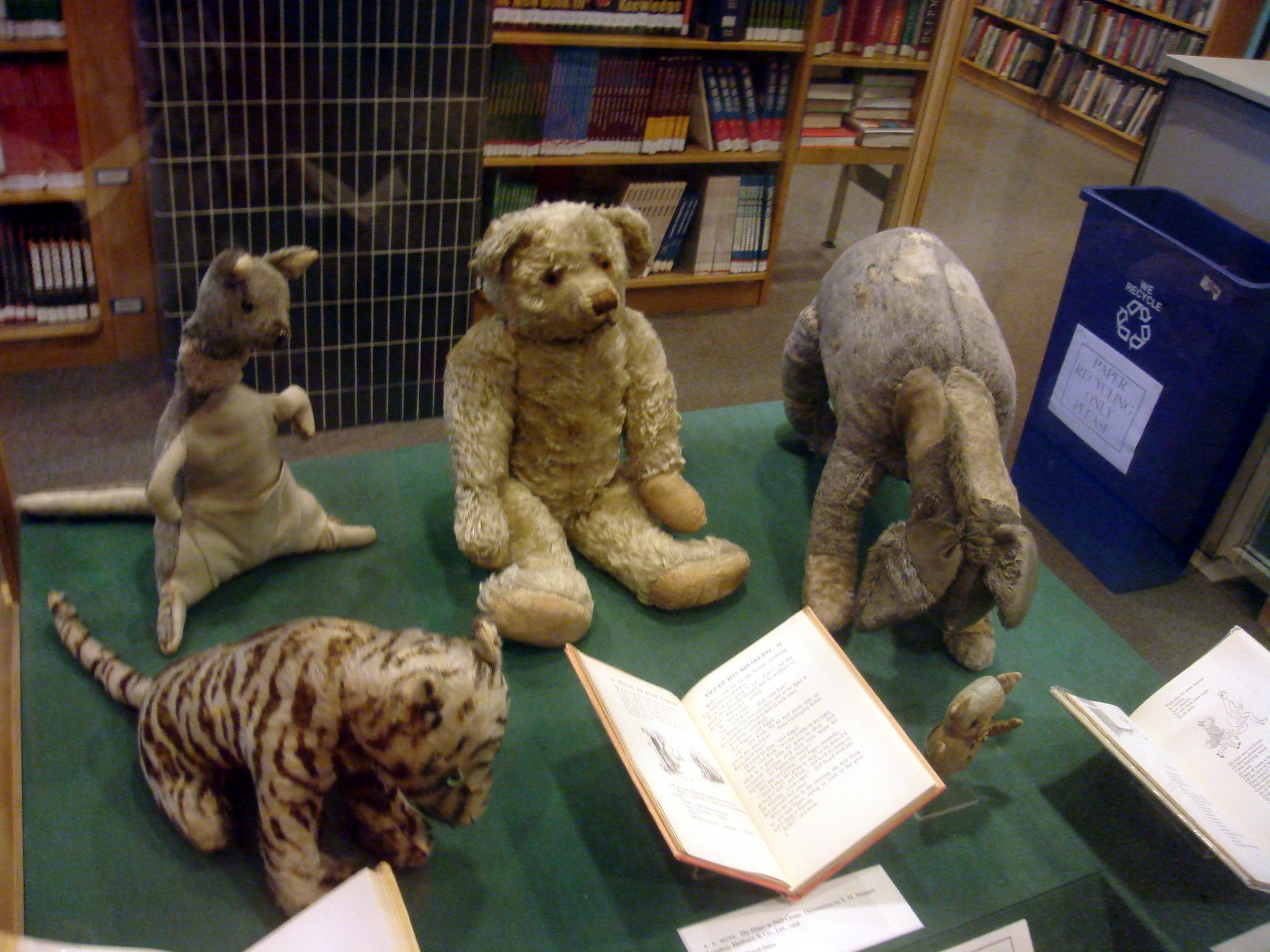
Подлинные игрушки Кристофера Робина: Тигра, Кенга, Пух, Иа-Иа и Пятачок. Нью-Йоркская публичная библиотека

Среди игрушек Кристофера Робина были также Пятачок, которого мальчику подарили соседи, ослик Иа-Иа, подаренный родителями, Кенга с Крошкой Ру в сумке, и Тигра, также подаренный сыну родителями, специально для развития сюжетов сказок на ночь. В рассказах эти персонажи появляются именно в таком порядке. Сову и Кролика Милн придумал сам; на первых иллюстрациях Эрнеста Шепарда они выглядят не как игрушки, а как настоящие животные. Кролик говорит Сове: «Только у меня и тебя есть мозги. У остальных — опилки». В процессе игры все эти персонажи получили индивидуальные повадки, привычки и манеру разговора. На созданный Милном мир животных повлияла повесть Кеннета Грэма «Ветер в ивах», которой он восхищался и которую ранее иллюстрировал Шепард, возможна также скрытая полемика с «Книгой джунглей» Киплинга.

Алан Милн, Кристофер Робин и Винни-Пух. Фотография из Британской национальной портретной галереи

Прозаические книги составляют дилогию, но каждая из этих книг Милна содержит 10 рассказов с собственными сюжетами, которые существуют почти независимо друг от друга:
- Первая книга — Winnie-the-Pooh:
  1. «…в которой мы знакомимся с Винни-Пухом и несколькими пчёлами» (We Are Introduced to Winnie-the-Pooh and Some Bees and the Stories Begin).
  2. «…в которой Винни-Пух пошёл в гости, а попал в безвыходное положение» (Pooh Goes Visiting and Gets Into a Tight Place).
  3. «…в которой Пух и Пятачок отправились на охоту и чуть-чуть не поймали Буку» (Pooh and Piglet Go Hunting and Nearly Catch a Woozle).
  4. «…в которой Иа-Иа теряет хвост, а Пух находит» (Eeyore Loses A Tail and Pooh Finds One).
  5. «…в которой Пятачок встречает Слонопотама» (Piglet Meets a Heffalump).
  6. «…в которой у Иа-Иа был день рождения, а Пятачок едва не улетел на Луну» (Eeyore Has A Birthday And Gets Two Presents).
  7. «…в которой Кенга и Крошка Ру появляются в лесу, а Пятачок принимает ванну» (Kanga And Baby Roo Come To The Forest And Piglet Has A Bath).
  8. «…в которой Кристофер Робин организует „искпедицию“ к Северному Полюсу» (Christopher Robin Leads An Expotition To The North Pole).
  9. «…в которой Пятачок совершенно окружён водой» (Piglet Is Entirely Surrounded By Water).
  10. «…в которой Кристофер Робин устраивает торжественный Пиргорой, и мы говорим Всем-Всем-Всем До Свиданья» (Christopher Robin Gives Pooh A Party and We Say Goodbye).
- Вторая книга — The House at Pooh Corner:
  1. «…в которой для Иа-Иа строят дом на Пуховой опушке» (A House Is Built At Pooh Corner For Eeyore).
  2. «…в которой в лес приходит Тигра и завтракает» (Tigger Comes to the Forest and Has Breakfast).
  3. «…в которой организуются поиски, а Пятачок опять чуть-чуть не попался Слонопотаму» (A Search is Organdized, and Piglet Nearly Meets the Heffalump Again).
  4. «…в которой Кролик очень занят, и мы впервые встречаемся с Пятнистым Щасвирнусом» (Rabbit Has a Busy Day, and We Learn What Christopher Robin Does in the Mornings).
  5. «…в которой выясняется, что Тигры не лазят по деревьям» (It Is Shown That Tiggers Don’t Climb Trees).
  6. «…в которой Пух изобретает новую игру, и в неё включается Иа-Иа» (Pooh Invents a New Game and Eeyore Joins In).
  7. «…в которой Тигру решили укротить» (Tigger Is Unbounced).
  8. «…в которой Пятачок совершает великий подвиг» (Piglet Does a Very Grand Thing).
  9. «…в которой Иа находит совешник, и Сова переезжает» (Eeyore Finds the Wolery and Owl Moves Into It).
  10. «…в которой мы оставляем Кристофера Робина и Винни-Пуха в зачарованном месте» (Christopher Robin and Pooh Come to an Enchanted Place, and We Leave Them There).

На волне большого успеха книг о Пухе появилась целая серия изданий: «Истории про Кристофера Робина», «Книга для чтения о Кристофере Робине», «Истории ко дню рождения о Кристофере Робине», «Букварь Кристофера Робина» и ряд книжек-картинок. Новых сочинений эти издания не содержали, а включали перепечатку из предыдущих книг.

### Мир произведения
Действие книг о Пухе происходит в Стоакровом лесу (англ. The Hundred Acre Wood, в переводе Заходера — «Чудесный лес»). Считается, что его прототипом является лес Эшдаун, находящийся рядом с купленной Милнами в 1925 году фермы Кочфорд в графстве Восточный Сассекс. В рассказах представлены реальными также Шесть сосен и ручеёк, у которого был «найден Северный Полюс», а также упоминаемая в тексте растительность, в том числе колючий утёсник (англ. gorse-bush, в переводе Заходера — «чертополох»). Маленький Кристофер Робин забирается в дупла деревьев и играет там с Пухом, а многие персонажи книг живут в дуплах. Значительная часть действия происходит в таких жилищах или на ветвях деревьев.

На конверте детской грампластинки «Винни-Пух и Тигра» (ок. 1940) изображения близки к классическим иллюстрациям Шепарда

Лучший друг Пуха — поросёнок Пятачок (англ. Piglet). Другие персонажи:
- Кристофер Робин (Christopher Robin);
- Иа-Иа (Eeyore);
- Кенга (Kanga);
- Крошка Ру (Little Roo);
- Сова (Owl), в оригинале — мужского пола[11]; этот образ ассоциируется у англоязычного читателя с мудростью и сообразительностью[10];
- Кролик (Rabbit);
- Тигра (Tigger);
- Бука (Woozle) — упоминается в тексте, но не участвует в сюжете как действующее лицо;
- Слонопотам (Heffalump) — упоминается в тексте, но не участвует в сюжете как действующее лицо.

Действие разворачивается одновременно в трёх планах — это мир игрушек в детской, мир зверей «на своей территории» в Стоакровом лесу и мир персонажей в рассказах отца сыну (что наиболее чётко показано в самом начале). В дальнейшем рассказчик исчезает из повествования (небольшие диалоги отца с сыном появляются ещё в конце шестой и десятой глав) и сказочный мир начинает собственное существование, разрастаясь от главы к главе. Отмечалось сходство пространства и мира персонажей «Винни-Пуха» с классическим античным и средневековым эпосом. Многообещающие эпические начинания персонажей (путешествия, подвиги, охоты, игры) оказываются комически малозначительными, в то время как настоящие события происходят во внутреннем мире героев (помощь в беде, гостеприимство, дружба).
В книге воссоздаётся атмосфера всеобщей любви и заботы, «нормального», защищённого детства, без претензий на решение взрослых проблем, что во многом способствовало позднейшей популярности этой книги в СССР, в том числе повлияло на решение Бориса Заходера перевести эту книгу. В «Винни-Пухе» отражён семейный быт британского среднего класса 1920-х годов, впоследствии воскрешённый Кристофером Робином в своих воспоминаниях для понимания контекста, в котором возникла сказка.

### Язык
Книги Милна проникнуты многочисленными каламбурами и другими видами языковой игры, для них типично обыгрывание и искажение «взрослых» слов (явно показанное в сцене диалога Совы с Пухом), выражений, заимствованных из рекламы, учебных текстов и т. д. (многочисленные конкретные примеры собраны в комментарии А. И. Полторацкого). Изощрённое обыгрывание фразеологии, языковой неоднозначности (иногда более чем двух значений слова) не всегда доступно детской аудитории, но зато высоко ценится взрослыми.
К числу типичных приёмов дилогии Милна относится приём «значимой пустоты» и игры с различными фикциями: в «Противоречии» (предисловие ко второй части) утверждается, что предстоящие события приснились читателю; Пуху приходят на ум «великие мысли ни о чём», тогда Кролик отвечает ему, что дома нет «совсем никого»; Пятачок же так описывает Слонопотама — «большая штука, как огромное ничто». Подобные игры рассчитаны в том числе и на взрослую аудиторию.
Обе книги насыщены стихотворениями, вложенными в уста Пуха; эти стихотворения написаны в английской традиции детских абсурдных стихов — нонсенса, продолжая опыт Эдварда Лира и Льюиса Кэррола. Самуил Маршак, первый переводчик детских стихотворений Милна, в письме к Галине Зинченко называл Милна «последним <…> прямым наследником Эдварда Лира».
С точки зрения Лилианы Лунгиной, «Винни-Пух» сочетает черты детской сказки, романа воспитания, народного героического эпоса и поэтической прозы.

### Место в творчестве Милна
Цикл о Винни-Пухе затмил всё достаточно разнообразное и популярное в своё время взрослое творчество Милна: «Обратный путь во „взрослую“ литературу он себе отрезал. Все его попытки вырваться из лап игрушечного медведя оказались безуспешными». Сам Милн тяжело переживал такое стечение обстоятельств, не считал себя детским писателем и утверждал, что для детей пишет с такой же ответственностью, как и для взрослых.

### Философия
Подобно «Алисе в стране чудес» Льюиса Кэрролла, «Винни-Пух» на протяжении XX века стал предметом для различных философских, психоаналитических и сатирических вариаций. Бенджамин Хофф в своих книгах (ныне изданных и на русском) The Tao of Pooh («Дао Винни-Пуха») и The Te of Piglet («Дэ Пятачка») при помощи героев Милна популярно объясняет философию даосизма. Текст Милна при этом видоизменён. Дж. Т. Уильямс использовал образ медведя для сатиры на философию (Pooh and the Philosophers, «Пух и философы»), а Фредерик Крюс — на литературоведение (The Pooh Perplex, «Пухова путаница» и Postmodern Pooh, «Постмодернистский Пух»). В «Пуховой путанице» произведён шуточный анализ «Винни-Пуха» с точки зрения фрейдизма, формализма и т. п.
Эти англоязычные работы повлияли на книгу семиотика и философа В. П. Руднева «Винни Пух и философия обыденного языка». Текст Милна препарирован в этой книге при помощи структурализма, идей Бахтина, философии Людвига Витгенштейна и ряда других идей 1920-х годов, в том числе психоанализа. По мысли Руднева, «эстетические и философские идеи всегда носятся в воздухе… ВП появился в период самого мощного расцвета прозы XX века, что не могло не повлиять на структуру этого произведения, не могло, так сказать, не отбросить на него своих лучей». Эта книга содержит также полный перевод обеих книг Милна о Пухе (см. выше, в разделе «Новые переводы»).

## Публикации
Первая глава «Винни-Пуха» была опубликована в сочельник 24 декабря 1925 года в лондонской газете «Лондон ивнинг ньюс» («London Evening News»), шестая — в августе 1928 года в журнале «Роял магазин» («Royal Magazine»). Первое отдельное издание вышло 14 октября 1926 года в Лондоне. Общий цикл не имеет названия, но обычно называется «Винни-Пух», по первой книге.
Все эти четыре книги были проиллюстрированы Эрнестом Шепардом, карикатуристом и коллегой Алана Милна по журналу «Панч». Графические иллюстрации Шепарда тесно связаны с внутренней логикой повествования и во многом дополняют текст, в котором, к примеру, не сообщается, что Слонопотам (Heffalump) похож на слона; Шепарда нередко называют «соавтором» Милна. Иногда иллюстрации Шепарда соответствуют значимому расположению текста на странице. Мальчик был срисован непосредственно с Кристофера Робина, и образ мальчика — в свободной блузе поверх коротких штанишек, повторяющий действительную одежду Кристофера, — вошёл в моду.
В 1983 году под редакцией и с примечаниями филолога-англиста А. И. Полторацкого в Москве в издательстве «Радуга» были изданы в одном томе все четыре прозаические и стихотворные книги о Пухе и, в приложении к ним, шесть эссе Милна. Предисловие к книге написал советский литературовед Д. М. Урнов: эта работа содержала один из первых серьёзных разборов текста милновского цикла в России. Интерес Полторацкого (инициатора издания) к Винни-Пуху пробудили студенты Отделения структурной и прикладной лингвистики (ОСиПЛ) филологического факультета МГУ, предложившие разбирать английский текст «Винни-Пуха» во время занятий на спецкурсе.

### Продолжение
В 2009 году в Великобритании вышло продолжение книг о Винни-Пухе «Возвращение в зачарованный лес», одобренное организацией Pooh Properties Trust. Автор, Дэвид Бенедиктус, стремился подражать стилистике и композиции оригинала. Иллюстрации к книге также ориентированы на сохранение стиля Шепарда. «Возвращение в зачарованный лес» переведено на несколько языков.

### За рубежом
Книги о Винни-Пухе, несмотря на сложности с переводом на другие языки, неоднократно публиковались за рубежом. В большинстве переводов «женская» семантика имени Winnie не передаётся, однако в переводе 1986 года Моники Адамчик-Гарбовской на польский язык медведь носит женское имя Fredzia Phi-Phi (при этом он всё же мужского рода). Тем не менее этот перевод не завоевал всеобщего признания и в Польше классическим считается перевод 1930-х годов Ирены Тувим, где имя медведя однозначно мужское — Kubuś Puchatek. В русском переводе Руднева и Михайловой имя Winnie используется в оригинальном написании; по замыслу переводчиков, это должно намекать на гендерную неоднозначность этого имени.
Так же, как оригинальное имя (с артиклем посередине), переведены, например, нидерл. Winnie de Poeh, эсп. Winnie la Pu и идиш װיני-דער-פּו‎ (Вини-дэр-Пу), почти так же — лат. Winnie ille Pu. Иногда медвежонка зовут каким-то одним из его двух имён — например, «Медведем Пухом» (нем. Pu der Bär, чеш. Medvídek Pú, болг. Мечо Пух, «Пу а-Дов» (ивр. פו הדוב‎)) или «Медвежонком Винни» (фр. Winnie l’ourson); к этой же категории относится упомянутое польское имя Kubuś Puchatek. Встречаются также имена, где нет оригинальных частей — например, венг. Micimackó, дат. Peter Plys, норв. Ole Brumm или Мишка-Плюх в первоначальной редакции перевода Заходера (1958).
На немецком, чешском, латыни и эсперанто имя Pooh передаётся как Pu, в соответствии с английским произношением. Тем не менее, благодаря Заходеру в русскую (а затем и украинскую, укр. Вінні-Пух) традицию весьма удачно вошло естественно звучащее имя Пух (обыгрывание славянских слов пух, пухлый очевидно и в польском названии Puchatek). В белорусском переводе Виталя Воронова (бел. Віня-Пых), вторая часть имени переведена как «Пых», что созвучно с белорусскими словами пыха («высокомерие» и «гордость») и запыхацца.
Один из самых знаменитых переводов книг о Пухе на иностранные языки — перевод Александра Ленарда на латинский язык под названием «Winnie ille Pu». Первое его издание вышло в 1958 году, а в 1960 латинский Пух стал первой книгой не на английском языке, вошедшей в список бестселлеров «Нью-Йорк Таймс». На обложке ряда изданий Винни изображён в одеянии римского центуриона с коротким мечом в левой лапке. Выход этого издания совпал с кризисом классического образования в США и спровоцировал рост интереса к латинскому языку.

#### В СССР и России
Впервые русский перевод «Винни-Пуха» был напечатан в журнале «Мурзилка», № 1 за 1939 год, в котором были опубликованы две главы: «О медведе Винни-Пу и пчёлах» и «О том, как Винни-Пу пошёл в гости и попал в беду» в переводе А. Колтыниной и О. Галаниной. Имя автора указано не было, стоял подзаголовок «Английская сказка». В этом переводе используются имена Винни-Пу, Пиглет и Христофор Робин. Иллюстратором первой публикации был график Алексей Лаптев, главу в № 9 за 1939 год иллюстрировал Михаил Храпковский.

Образ Винни-Пуха, созданный художником Эдуардом Назаровым и мультипликатором Федором Хитруком

Первый полный перевод «Винни-Пуха» в СССР вышел в 1958 году в Литве (лит. Mikė Pūkuotukas); его выполнил 20-летний литовский писатель Виргилиюс Чепайтис, пользовавшийся польским переводом Ирены Тувим. Впоследствии Чепайтис, познакомившись с английским оригиналом, существенно переработал свой перевод, который затем неоднократно переиздавался в Литве.
В том же году с книгой познакомился Борис Владимирович Заходер. Знакомство началось с энциклопедической статьи. Вот как рассказывал он сам об этом:

Наша встреча произошла в библиотеке, где я просматривал английскую детскую энциклопедию. Это была любовь с первого взгляда: я увидел изображение симпатичного медвежонка, прочитал несколько стихотворных цитат — и бросился искать книжку. Так наступил один из счастливейших моментов моей жизни: дни работы над «Пухом».

В № 8 журнала «Мурзилка» за 1958 год вышла одна из глав в пересказе Бориса Заходера: «Как Мишка-Плюх пошёл в гости и попал в безвыходное положение». Издательство «Детгиз» отвергло рукопись книги (её сочли «американской»), но 13 июля 1960 года «Винни-Пух и все остальные» была подписана к печати в новом издательстве «Детский мир». Тираж составил 215 тысяч экземпляров.
Иллюстрации к изданной в 1960 году книге, а также к последующим публикациям в издательстве «Малыш» выполнила художница Алиса Порет. Наряду с небольшими чёрно-белыми картинками, Порет создала и цветные многофигурные композиции («Спасение Крошки Ру», «Савешник» др.), а также первую карту Стоакрового леса на русском языке. Со временем утвердилось название книги — «Винни-Пух и Все-все-все».
В 1965 году уже ставшая популярной книга вышла и в «Детгизе». В выходных данных нескольких первых изданий автором был ошибочно указан «Артур Милн», хотя в 1957 году в издательстве «Искусство» уже выходила одна книга Алана Александра Милна («Мистер Пим проходит мимо»), и при жизни автора печатались его стихи в переводе Самуила Маршака. В 1967 году русский Винни-Пух был издан в американском издательстве «Даттон», где выпускалось большинство книг о Пухе и в здании которого в то время хранились игрушки Кристофера Робина.
Хорошо живёт на свете Винни-Пух!

Оттого поёт он эти Песни вслух!

И неважно, чем он занят,

Если он толстеть не станет,

А ведь он толстеть не станет,

А, наоборот,

по-

ху-

деет!
Композиция и состав оригинала в пересказе Заходера были соблюдены не полностью. В редакции 1960 года присутствуют только 18 глав, десятая из первой книги и третья из второй — пропущены (точнее, десятая глава сокращена до нескольких абзацев, добавленных в конец девятой). Только в 1990 году, к 30-летию русского Винни-Пуха, Заходер перевёл обе пропущенные главы. Третья глава второй книги публиковалась отдельно в журнале «Трамвай», в февральском выпуске 1990 года. Обе главы вошли в окончательную редакцию заходеровского перевода в составе сборника «Винни-Пух и многое другое», вышедшего в том же году и в дальнейшем переиздававшегося неоднократно. В этой редакции, как и в первой, отсутствуют предисловия и посвящения, хотя деление на две книги («Винни-Пух» и «Дом на Пуховой Опушке») восстановлено, а сквозная нумерация глав заменена на отдельную для каждой книги. Фрагмент в конце девятой главы о празднике в честь Винни-Пуха, теперь фактически дублирующий текст десятой главы, в полном тексте сохранён. Сам факт существования более полной редакции заходеровского перевода сравнительно малоизвестен; в культуру текст уже успел войти в сокращённом виде.
Заходер всегда подчёркивал, что его книга — не перевод, а пересказ, плод сотворчества и «пересоздания» Милна по-русски. Действительно, его текст не всегда буквально следует за оригиналом. Ряд находок, отсутствующих у Милна (например, разнообразные названия песен Пуха — «Шумелки, Кричалки, Вопилки, Сопелки, Пыхтелки», — или вопрос Пятачка: «Любит ли Слонопотам поросят? И как он их любит?»), удачно вписывается в контекст произведения. Не имеет полной параллели у Милна и широкое употребление прописных букв (Неизвестно Кто, Родные и Знакомые Кролика), частое олицетворение неодушевлённых предметов (Пух подходит к «знакомой луже»), большее количество «сказочной» лексики, не говоря уже о немногочисленных скрытых отсылках к советской действительности. Неоднозначно воспринял стиль заходеровского «Пуха» Корней Чуковский: «Его перевод Винни Пуха будет иметь успех, хотя стиль перевода расшатанный (в английской сказке „батюшки“, „пятачок“ и т. д.)».

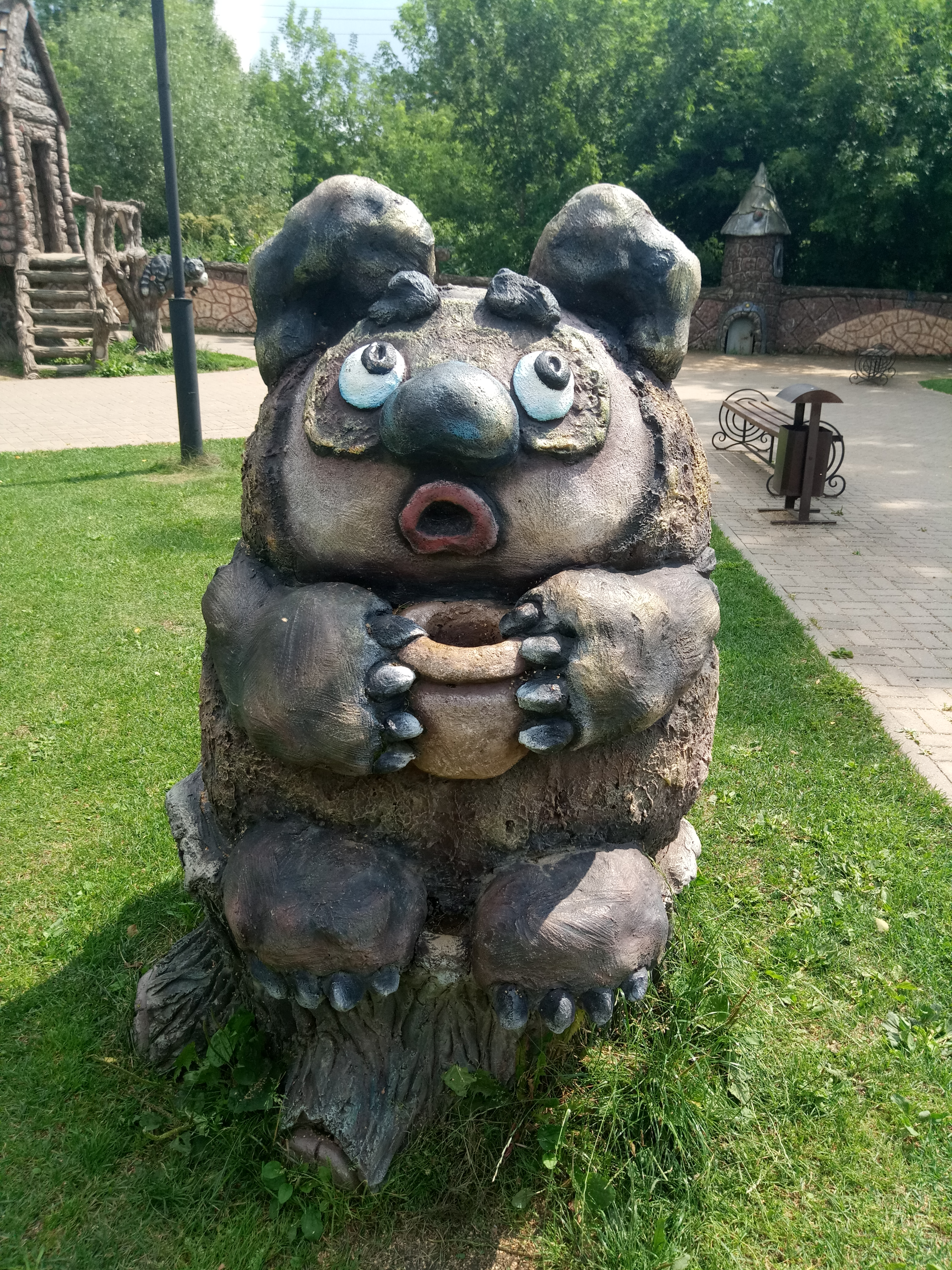
Винни-Пух в парке Козельска

В то же время ряд исследователей, включая Е. Г. Эткинда, относят это произведение всё же к переводам. Текст Заходера также сохраняет языковую игру и юмор оригинала, «интонацию и дух подлинника» и «с ювелирной точностью» передаёт многие важные детали. К достоинствам перевода относится также отсутствие излишней русификации мира сказки, соблюдение парадоксальной английской ментальности.
Книга в пересказе Заходера с 1960—1970-х годов была исключительно популярна не только как детское чтение, но и среди взрослых, в том числе научной интеллигенции. В постсоветский период продолжается традиция присутствия заходеровского «Винни-Пуха» в устойчивом кругу семейного чтения.
С первой, сокращённой редакции пересказа Бориса Заходера, а не с английского оригинала, выполнены некоторые переводы «Винни-Пуха» на языки народов СССР: грузинский (1988), армянский (1981), одна из украинских версий (А. Костецкого).
В иллюстрировании советских изданий участвовал Виктор Чижиков. Более 200 цветных иллюстраций, заставок и рисованных заголовков к «Винни-Пуху» принадлежит Борису Диодорову. Б. Диодоров и Г. Калиновский являются авторами чёрно-белых иллюстраций и цветных вкладок в издании «Детской литературы» 1969 г.; цикл цветных диодоровских иллюстраций создан в 1986—1989 г. и появлялся в нескольких изданиях. Первое издание украинского перевода Леонида Солонько иллюстрировал Валентин Чернуха.
В 1990-е — 2000-е годы в России продолжают появляться новые серии иллюстраций: Евгения Антоненкова; Борис Диодоров продолжил свой цикл иллюстраций для расширенного издания перевода Заходера.

Обложка двуязычного издания в переводе Виктора Вебера. В оформлении использована иллюстрация Шепарда «Кристофер Робин посвящает Пуха в рыцари»

1990-е годы стали временем создания новых переводов «Винни-Пуха» на русский язык. Пересказ Заходера перестал быть единственным. Перевод Виктора Вебера стал наиболее известным из альтернативных заходеровскому и несколько раз выходил в издательстве «ЭКСМО»; кроме того, он был напечатан параллельно оригиналу в двуязычном комментированном издании, вышедшем в 2001 году в издательстве «Радуга». В версии Вебера сохранены разделение на две части, а также предисловия и стихотворные посвящения в каждой из них, полностью переведены все 20 глав. Тем не менее, по мнению ряда критиков, Л. Бруни), этот перевод не столь ценен с художественной точки зрения, как заходеровский, а в ряде мест излишне буквалистично передаёт оригинал, пренебрегая языковой игрой; переводчик последовательно стремится избегать решений Заходера, даже там, где они бесспорны. Критиковались также переводы стихов (выполненные не Вебером, а Натальей Рейн). У Вебера Пятачок — Хрюка, Слонопотам — Хоботун, а Тигра — Тигер.
Перевод Вадима Руднева и Татьяны Михайловой («Винни Пух. Дом в Медвежьем Углу») издавался сначала в составе работы Руднева «Винни Пух и философия обыденного языка», а затем выдержал несколько отдельных изданий. Хронологически это второй перевод после заходеровского. Переводчики ставили целью создать «взрослого», «интеллектуального» Пуха, ассоциирующегося прежде всего с литературой и философией 1920-х годов. К этой цели они шли через сознательную эклектику, во многом отдаляясь от оригинала. Названия глав и отчасти текст, по установке Руднева и Михайловой, стилизованы под Фолкнера (что мотивируется сходством художественного пространства «Пуха» и йокнапатофской саги Фолкнера), стилистика стихотворений и отчасти диалогов — под русскую и советскую массовую поэзию, ряд имён собственных (например, Winnie или Heffalump — о своеобразной трактовке этого образа см. Слонопотам) и нарицательных оставлен без перевода для соответствующего восприятия. У Руднева и Михайловой Пятачок — Поросёнок, Сова — Сыч (мужского рода, как в оригинале), Кенга — Канга, Иа-Иа — И-Ё (в соответствии с произношением имени Eeyore; по автокомментарию, такая русская запись придаёт ему черты «китайского мудреца»). С точки зрения А. Борисенко, «перевод оставляет впечатление некой литературной мистификации, где один текст выдаётся за другой… не является ни точным, ни научным, ни просветительским. Строго говоря, он вообще не является переводом. Это своеобразная игра с господствующей традицией, деконструкция, произвольное выделение одной (воображаемой!) части целого с нарушением всех пропорций». Согласно М. Елифёровой, Руднев «насыщает текст непристойностями, отсутствующими в оригинале».
Произошла трансформация имён героев и в переводах диснеевских мультфильмов, хотя к переводу текста Милна это не имеет отношения. Так как имена Пятачок, Тигра, Иа-Иа были придуманы Заходером, то эти имена были изменены на другие (Хрюня, Тигруля, Ушастик).
В 1996 году в издательстве «Моимпекс» вышел с параллельным английским текстом, «для удобства изучения языков», перевод Т. Ворогушина и Л. Лисицкой, который, по мнению А. Борисенко, «вполне отвечает» задаче подстрочника, но, по оценке М. Елифёровой, «полон немотивированных отступлений от оригинала, а также таких погрешностей против русской стилистики, которые не оправдываются ссылкой на задачи подстрочника». Имена сохранены те же, что у Заходера, однако Сова в соответствии с оригиналом сделана персонажем мужского пола, что с таким именем в русском языке выглядит как ошибка.

## Экранизации

### США
В 1929 году Милн продал права на коммерческую эксплуатацию (англ. merchandising right) образа Винни-Пуха американскому продюсеру Стивену Шлезингеру. В этот период были выпущены, в частности, несколько пластинок-спектаклей по книгам Милна, очень популярные в США. В 1961 году эти права были выкуплены у вдовы Шлезингера студией Диснея. Компания Диснея также приобрела авторские права и на рисунки Шепарда, его образ медвежонка именуется «Классический Пух».
Всего в 1960-е годы компания Диснея по сюжету некоторых глав первой книги выпустила короткометражные мультфильмы — «Винни-Пух и медовое дерево», «Винни-Пух и день забот», «Винни-Пух, а с ним и Тигра!» и «Винни-Пух и праздник для Иа-Иа».
В диснеевских фильмах и изданиях имя персонажа, в отличие от книг Милна, пишется без дефисов (Winnie the Pooh), что может отражать американскую пунктуацию, в отличие от британской. Начиная с 1970-х годов студия Диснея выпускает мультфильмы на вновь придуманные сюжеты, уже не связанные с книгами Милна. Многие любители произведений Милна считают, что сюжеты и стиль диснеевских фильмов имеют мало общего с духом книг о Винни. Резко отрицательно о продукции Диснея отзывалась семья Милнов — в частности, Кристофер Робин.
Американская исследовательница творчества Милна Паола Конноли утверждает: «„Раскрученные“, пародируемые и видоизменённые в коммерческой продукции персонажи сказки стали культурным мифом, но мифом, очень далёким от автора. Особенно этот процесс отчуждения усилился после смерти Милна». Внешность персонажей мультфильмов, в общем, восходит к иллюстрациям Шепарда, но рисунок упрощён, а некоторые запоминающиеся черты преувеличены. Винни-Пух Шепарда носит короткую красную кофточку только зимой (поиски Буки), в то время как диснеевский ходит в ней круглый год.
Второй мультфильм о Винни-Пухе под названием «Винни-Пух и день забот» (Winnie the Pooh and the Blustery Day) получил в 1968 году награду — «Премия „Оскар“ за лучший анимационный короткометражный фильм».
Выпускалось также телевизионное кукольное шоу («Добро пожаловать на Пухову опушку»).
Отличительной чертой американизации сюжета стало появление в полнометражном фильме «Множество приключений Винни-Пуха» (1977), который включает наряду с новыми сценами три ранее вышедших коротких мультфильма, нового персонажа по имени Gopher (в русских переводах он именуется Сусликом). Дело в том, что зверёк гофер водится только в Северной Америке. Появление Суслика стало программным — он восклицает: «Конечно, меня нет в книге!».
Авторские права на образ Винни-Пуха и его друзей — одни из самых доходных в мире, во всяком случае, что касается именно литературных персонажей. Сейчас компания Диснея зарабатывает на продаже видео- и прочей продукции, связанной с Пухом, 1 миллиард долларов в год.
В 1991 году вдова Шлезингера, Ширли Лассуэлл, подала иск против Диснея, утверждая, что за тридцать лет до того при продаже Диснею авторских прав она была обманута. Хотя госпожа Ласуэлл к тому времени уже заработала на Пухе 66 миллионов долларов, она требовала сверх того 200 миллионов. Дело закончилось только через 13 лет, в марте 2004 года, победой Диснея.
В ходе этой борьбы Дисней предпринял ответный шаг, объединившись (на финансовой почве) с наследниками Милна, несмотря на их неприятие диснеевских мультфильмов. После принятия американского закона 1998 года об истечении авторских прав, Клара Милн, дочь Кристофера Робина, предприняла попытку вообще прекратить авторские права компании Шлезингера на создания своего деда, подав об этом совместный иск с компанией Диснея. Но на сей раз суд поддержал Шлезингера, это решение подтвердил Апелляционный суд США девятого округа. В понедельник 26 июня 2006 года Верховный суд США отказался рассматривать это дело, тем самым поддержав решение Апелляционного суда.

### СССР

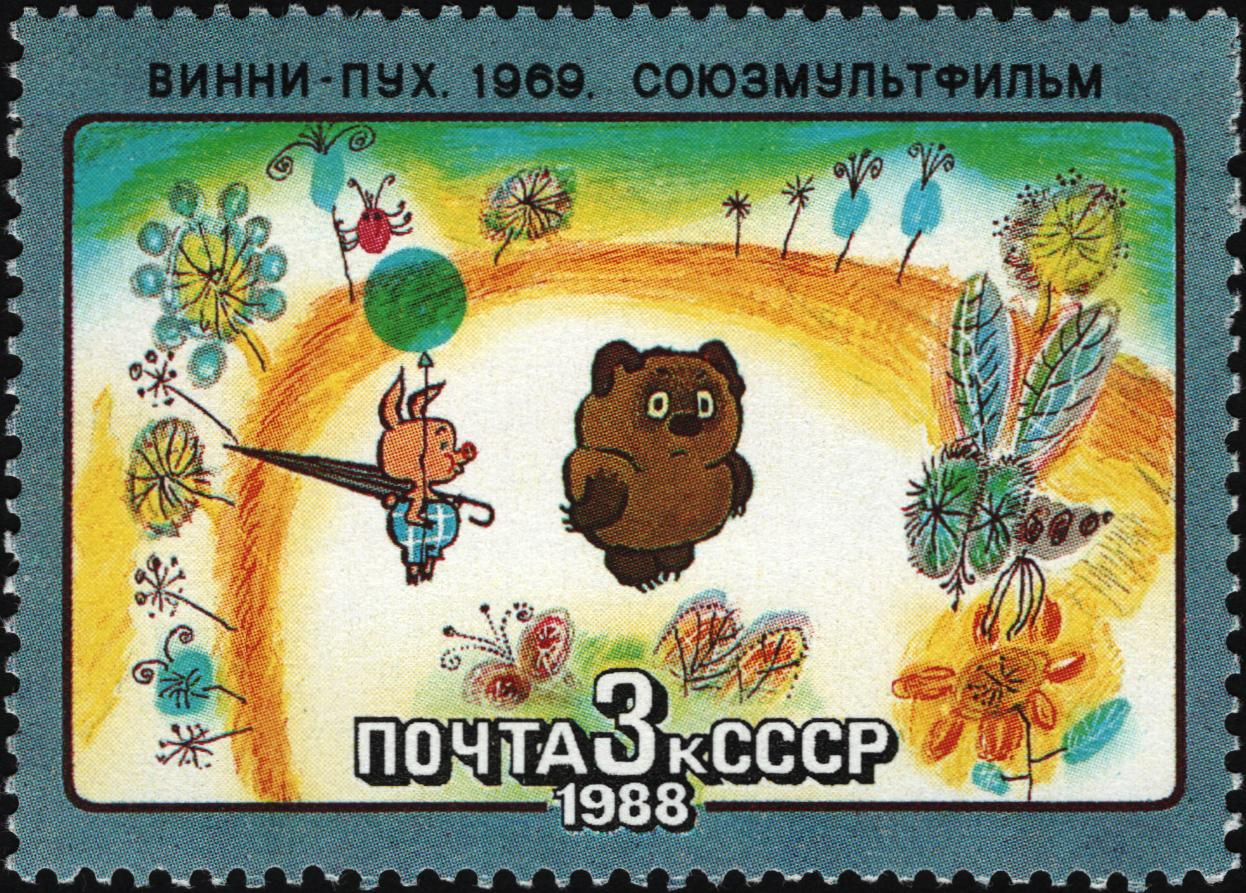
Почтовая марка, 1988.

На студии «Союзмультфильм» под руководством Фёдора Хитрука было создано три мультфильма:
- «Винни-Пух» (1969) — основан на первой главе книги;
- «Винни-Пух идёт в гости» (1971) — основан на второй главе книги;
- «Винни-Пух и день забот» (1972) — основан на четвёртой (о потерянном хвосте) и шестой (о дне рождения) главах книги.

Сценарий написал Хитрук в соавторстве с Заходером; работа соавторов не всегда шла гладко, что стало в конечном счёте причиной прекращения выпуска мультфильмов (первоначально планировалось выпустить сериал по всей книге). Некоторые эпизоды, фразы и песни (прежде всего, знаменитая «Куда идём мы с Пятачком…») отсутствуют в книге и сочинены специально для мультфильмов; впоследствии эти песни Заходер в несколько иной редакции публиковал отдельным изданием и включал как приложение в сборник «Винни-Пух и многое другое». С другой стороны, из сюжета мультфильма исключён (вопреки воле Заходера) Кристофер Робин; в первых двух мультфильмах его сюжетная роль передана Пятачку.
Во время работы над фильмом Хитрук так писал Заходеру о своей концепции главного персонажа:

Я понимаю его так: он постоянно наполнен какими-то грандиозными планами, слишком сложными и громоздкими для тех пустяковых дел, которые он собирается предпринимать, поэтому планы рушатся при соприкосновении с действительностью. Он постоянно попадает впросак, но не по глупости, а потому, что его мир не совпадает с реальностью. В этом я вижу комизм его характера и действия. Конечно, он любит пожрать, но не это главное.

Для озвучивания сериала были привлечены известные актёры: Евгений Леонов (Винни-Пух), Ия Саввина (Пятачок), Эраст Гарин (Иа-Иа).
Цикл мультфильмов получил большую популярность. Цитаты из него стали общим достоянием советских детей и взрослых и послужили основой для создания образа Винни-Пуха в советском юмористическом фольклоре (см. ниже). Всего в разговорную речь горожан вошла 21 цитата из фильма, половина которых приходится на фильм «Винни-Пух и день забот». За этот цикл в числе прочих работ Хитрук получил в 1976 году Государственную премию СССР.
Во время работы над фильмом режиссёр не знал о существовании мультфильмов студии Диснея о Винни-Пухе. Позже, по словам Хитрука, его версия понравилась диснеевскому режиссёру Вольфгангу Райтерману. Однако то, что советские мультфильмы были созданы без учёта принадлежащих студии Диснея исключительных прав на экранизацию, сделало невозможным их показ за рубежом и участие в международных кинофестивалях.
Эдуард Назаров — один из художников-мультипликаторов, участвовавших в создании мультфильмов, — рисовал графические чёрно-белые иллюстрации, очень близкие к образам мультфильма и также получившие популярность. На некоторых из них фигурируют Тигра, Крошка Ру, родственники и знакомые Кролика, которых нет в мультфильмах.

## Народное творчество
Винни-Пух и Пятачок стали персонажами цикла советских и постсоветских анекдотов, обычно относимых к «детским анекдотам». Тем не менее эти анекдоты весьма похабны — обыгрывается образ сексуальной эксплуатации Пятачка, Иа-Иа и Кролика. Этот цикл является также и свидетельством популярности мультфильмов среди взрослых, так как анекдоты выходят далеко за пределы «детского юмора», а многие из них подчёркнуто «недетские». «Популярность Винни-Пуха и компании поддерживалась ещё и их функционированием в книжной среде, хотя, конечно, основную роль в образовании анекдотов сыграли всё-таки мультфильмы: во-первых, в анекдотах пародируются фразы и сюжеты из мультфильмов, а во-вторых, многие дети, рассказывающие анекдоты, данных книг ещё не читали (или им не читали), зато смотрели мультфильмы».
В них на первый план выходит очевидная уже в фильме Хитрука некоторая брутальность и прямолинейность образа Пуха. Как отмечает исследователь, «Ф. Хитруку пришлось сделать самого Винни-Пуха более взрослым и агрессивным, перевалив бремя инфантилизма целиком на Пятачка». В анекдотах медведю также приписываются «взрослые» черты — помимо «любителя пожрать», Пух становится любителем выпить и отпустить остроту с сексуальным подтекстом. Объектом пародии предстаёт дружба Пуха и Пятачка, превращающаяся в соперничество: «большой и сильный» Пух проявляет агрессию к беззащитному и несамостоятельному Пятачку. Нередко в анекдотах в духе «детской жестокости» и чёрного юмора обыгрываются «гастрономические» качества Пятачка. Комический эффект часто возникает из-за несоответствия коммуникативной ситуации Пуха («взрослой» и циничной) и Пятачка (инфантильной и наивной). Наконец, анекдоты о Пухе и Пятачке, как и цикл о Штирлице, содержат элементы языковой игры (в частности, каламбура).
Винни-Пух также является персонажем сетевого юмора. Это не только анекдоты, но и повести разных авторов. Наиболее популярная тема — Винни-Пух как хакер и сисоп.
Начиная с 2013 года в Китае стали появляться интернет-мемы, сравнивающие лидера страны Си Цзиньпина с Винни-Пухом, что привело к запрету его изображений и упоминаний в китайском интернете.

## Игры
Существует несколько настольных и компьютерных онлайн-игр с участием Винни-Пуха.

## Игрушки Кристофера Робина
Игрушки Кристофера Робина, ставшие прототипами героев книги (кроме Крошки Ру, который не сохранился), с 1947 года находятся в США (отданы туда Милном-отцом на выставку, а после его смерти приобретены издательством «Даттон»), до 1969 года хранились в издательстве, а в настоящее время выставлены в Нью-Йоркской публичной библиотеке. Многие британцы считают, что эта важнейшая часть культурного наследия страны должна вернуться на родину. Вопрос о реституции игрушек поднимался даже в британском Парламенте (1998). Повзрослевший Кристофер Робин их не любил и по ним не скучал.

## Памятники

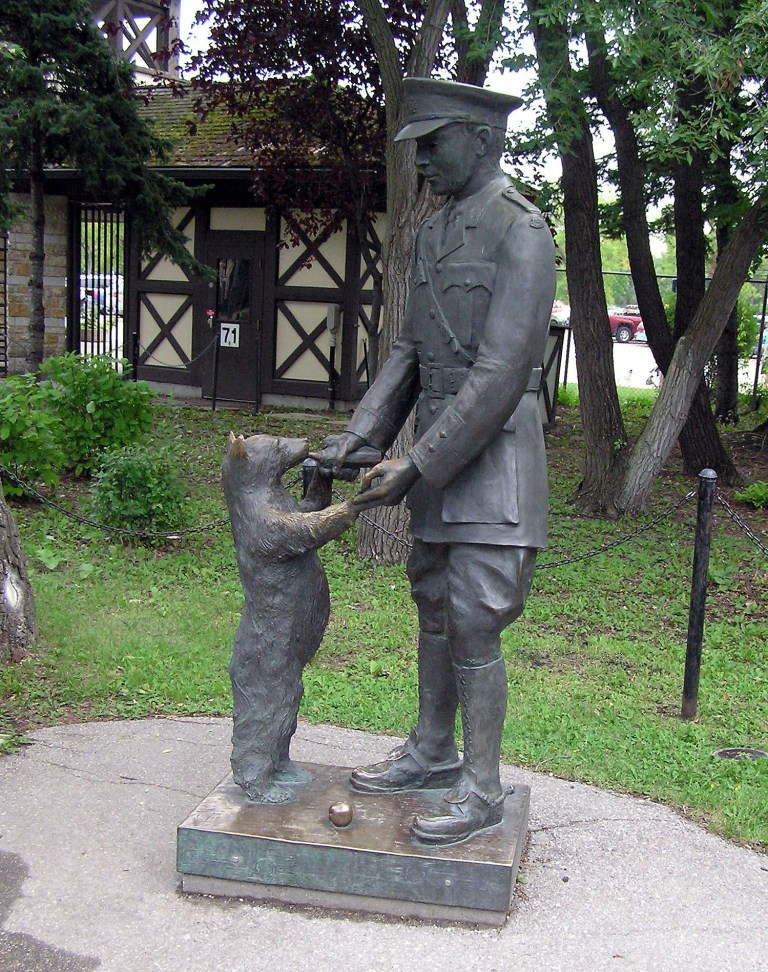
Скульптура медвежонка Винни в парке Асинибойн (Виннипег).

- В сентябре 1981 года 61-летний Кристофер Робин Милн открыл памятник медведице Винни (в натуральную величину) в Лондонском зоопарке (скульптор — Лорн Маккин). В 1999 году канадские кавалеристы из «Форт Гарри Хорс» открыли там же второй памятник (скульптор — Билли Эпп), изображающий лейтенанта Гарри Колборна с медвежонком. Копия последнего памятника воздвигнута также в парке Асинибойн канадского города Виннипег[65].
- В 2005 году в подмосковном городе Раменское неподалёку от Площади Победы, на улице Красноармейской, установлен памятник Винни-Пуху и его другу Пятачку (скульптор — Олег Ершов)[66].

### Улица имени Винни-Пуха

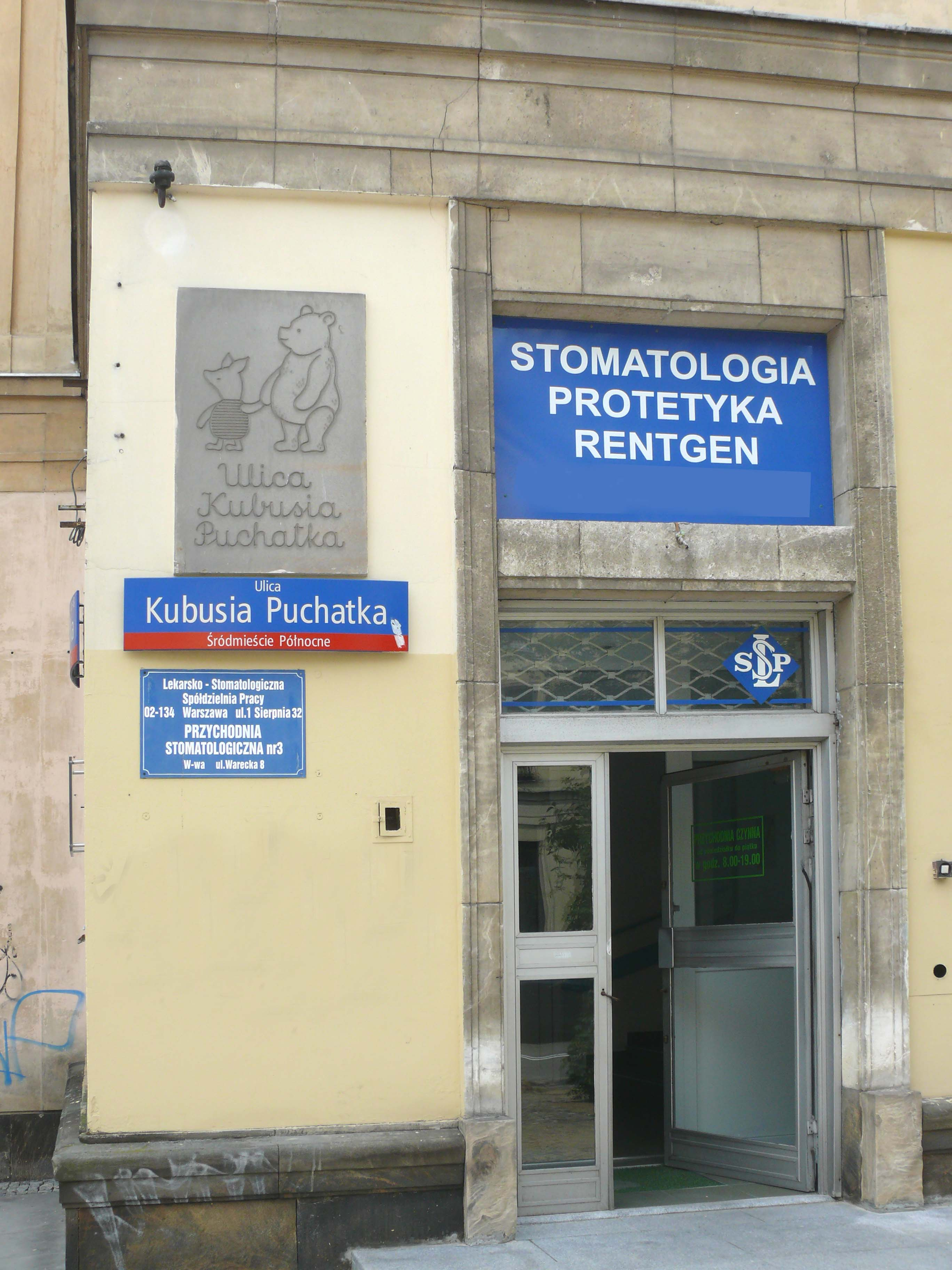
Улица Винни-Пуха (Ulica Kubusia Puchatka) в Варшаве

Улица Винни-Пуха (пол. Ulica Kubusia Puchatka) длиной 149 м и шириной 23 м была заложена в первой половине 1950-х годов в Средместье Варшавы на месте руин зданий, разрушенных во время Второй мировой войны. На табличке с названием улицы изображен заглавный персонаж сказки Алана Милна в компании своего друга Пятачка. Кроме столицы, в Польше улицы Винни-Пуха есть также в Ольштыне и Познани.

## В культуре и искусстве

Памятная монета Банка России

### В оперном искусстве
По сюжету книг Милна была написана опера Ольги Петровой «Винни-Пух» (1982; параллельное либретто на русском и английском языках О. Цехновицер и М. Карп, клавир опубликован: Ленинград, «Советский композитор», 1990). Партии Винни-Пуха, Пятачка и Кролика в опере Петровой написаны для женских голосов, Иа-Иа и Совы — для мужских. Опера с успехом шла в шести музыкальных театрах. В рецензии на оперу отмечалось: «В неё тактично введены элементы современной эстрадной музыки… Композитор пользуется чисто комедийными приёмами, иногда с юмором напоминая взрослым слушателям хорошо известные оперные мотивы».

### Почтовые марки
Винни-Пух изображён на почтовых марках по меньшей мере 18 государств, в том числе почты СССР. На канадской серии из четырёх марок изображён лейтенант Гарри Колборн с медвежонком Виннипег, на другой — маленький Кристофер Робин с плюшевым медведем, на третьей — герои иллюстраций Шепарда, на четвёртой — диснеевский Пух на фоне Walt Disney World во Флориде.

### Прочее
Игра в Пустяки (Poohsticks), в которой соревнующиеся бросают палочки в текущую реку с моста и ждут, чья палочка первой пересечёт финишную прямую (Кристофер Робин действительно играл в эту игру), со страниц книг Милна шагнула в действительность. Каждый год в Оксфордшире проводятся чемпионаты по Пустякам.